# Chung Jong-son
Dans ce nom coréen, le nom de famille, Chung, précède le nom personnel.
Chung Jong-son (coréen : 정종선), né le 20 mars 1966 en Corée du Sud, est un footballeur international sud-coréen qui évoluait au poste de milieu de terrain, avant de devenir ensuite entraîneur.

## Biographie

### Carrière de joueur

#### Carrière en club
Chung Jong-son joue principalement en faveur du Hyundai Horang-i, et du Chonbuk Hyundai Dinos.
Il dispute un total de 211 matchs en première division sud-coréenne, marquant un but.

#### Carrière en sélection
Chung Jong-son reçoit neuf sélections en équipe de Corée du Sud, sans inscrire de but, entre 1993 et 1994.
Il dispute quatre matchs rentrant dans le cadre des éliminatoires du mondial 1994. Il joue à cet effet contre l'Iran, l'Irak, l'Arabie saoudite, et le Japon.
Il participe avec l'équipe de Corée du Sud à la Coupe du monde de 1994. Lors du mondial organisé aux États-Unis, il joue un match contre l'Allemagne (défaite 3-2 au Cotton Bowl de Dallas).

## Palmarès
| POSCO Atoms - Championnat de Corée du Sud : - Vice-champion : 1985. |  | Hyundai Horang-i - Championnat de Corée du Sud : - Vice-champion : 1991. - Coupe de la Ligue sud-coréenne : - Finaliste : 1993. |  | Anyang LG Cheetahs - Coupe de Corée du Sud (1) : - Vainqueur : 1998. |